# Bothriocyrtum
Bothriocyrtum is een spinnengeslacht uit de familie valdeurspinnen (Ctenizidae).

## Soorten
- Bothriocyrtum californicum (O. P.-Cambridge, 1874)
- Bothriocyrtum fabrile Simon, 1891
- Bothriocyrtum tractabile Saito, 1933